# San Lorenzo (Paraguay)
Pour les articles homonymes, voir San Lorenzo.
San Lorenzo est une ville du département Central au Paraguay.
Troisième ville la plus peuplée du pays, la population était de 271 064 habitants en 2008.

## Histoire
Le site a été occupé par les jésuites, qui ont été expulsés du pays en 1767. La ville a été fondée en 1775.